# Imigração brasileira na Espanha
Os brasileiros na Espanha consiste em principalmente de imigrantes e expatriados do Brasil, bem como seus descendentes nascidos localmente. A partir do ano de 2002 o número de imigrantes brasileiros não tem parado de aumentar. Naquele ano esse número era de 24 036 imigrantes. No ano seguinte cerca de 30 mil, dos quais apenas 18 146 tinham documentação legal. Em 2005 após o processo extraordinário de regularização, no qual foram legalizados 10 431 brasileiros, o número de brasileiros subiu para 50 mil, cerca de 40 mil ficaram legalizados.

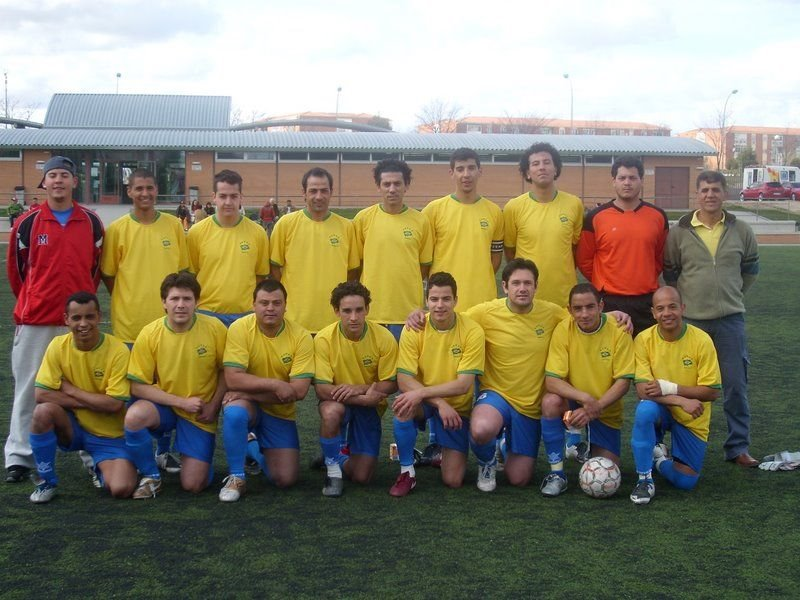
Time de futebol de imigrantes brasileiros.

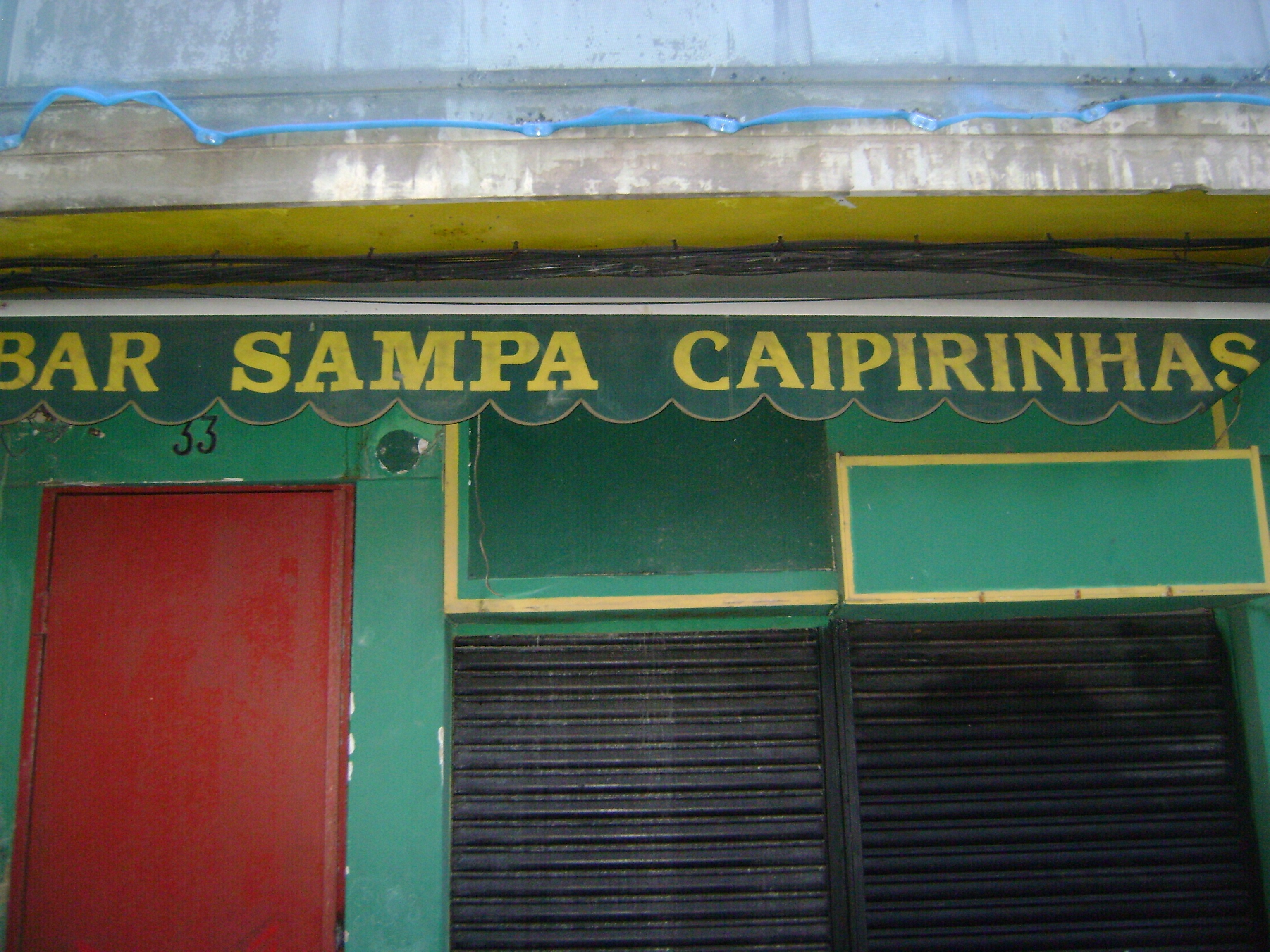
Bar brasileiro em Corunha, Galícia, (Espanha.